# Mészalkálikőzetek
A mészalkálikőzetek a magmás kőzetsorok kémiai összetétel, közelebbről alkáliatartalom alapján elkülönített egyik csoportja. Az ide sorolt kőzetek tulajdonsága, hogy alkálifémekben (kálium, nátrium), földpátpótlókban, alkáliproxénekben és alkáliamfibolokban szegények. Kémiai megközelítésben a kalcium-alumoszilikátok egyensúlyban vannak a kálium-, illetve nátrium-alumoszilikátokkal, szemben az alkálikőzetekkel, amelyekre magasabb alkálifém-tartalom jellemző. Az alkáliatartalom leírására alkalmas az alkáliindex, amely azt a szilícium-dioxid-kontentrációt jelöli, amelynél a kőzet nátrium-oxid- és kálium-oxid-tartalma egyensúlyban van a kalcium-oxid-tartalommal. Ez alapján az 56%-os értéknél magasabb alkáliindexű kőzetek sorolhatóak a mészalkálikőzetek közé, míg 64%-os értéktől felfelé erősen mészalkáli kőzetcsoportokat különítenek el.
Jellemzően a kontinentális gyűrt övek magmatizmusában alakultak ki, főleg a szinorogén gránit-, a szubszekvens andezit- és az orogenezist megelőző, valamint azt követő vulkanizmus bazaltkőzetei tartoznak ide. Az ebbe a csoportba tartozó kőzetek a Csendes-óceánt övező Cirkumpacifikus-hegységrendszer belső,  gyűrthegységi zónáira is jellemzőek, ezzel magyarázható, hogy a régebbi kőzettani nevezéktanban pacifikus kőzetek megjelöléssel írták le ugyanezt a kőzetcsoportot.
Az alkáliák és a kalcium-oxid relatív mennyisége alapján történő elkülönítés alapelveit M. A. Peacock dolgozta ki 1931-ben. A magmás kőzetek kémiai összetétel alapján történő további osztályozásai közül kiemelendő a szilícium-dioxid-tartalom szerinti csoportosítás (ultrabázisos, bázisos, intermedier és savanyú kőzetek).